# Dichochrysa flammefrontata
Dichochrysa flammefrontata är en insektsart som beskrevs av C.-k. Yang et al. 1999. Dichochrysa flammefrontata ingår i släktet Dichochrysa och familjen guldögonsländor. Inga underarter finns listade i Catalogue of Life.